# Стрелков, Вячеслав Сергеевич
Вячеслав Сергеевич Стрелков (13.08.1933 — 19.07.2020) — российский советский физик, доктор физико-математических наук, дважды лауреат Государственной премии СССР; специалист в области ядерной физики и физики плазмы. Один из первых физиков-экспериментаторов на установках токамак.

## Награды и премии
- Государственная премия СССР (1971) — за цикл работ «Получение и исследование высокотемпературной термоядерной плазмы на установках „Токамак“»[1]
- Государственная премия СССР (1981) — за цикл работ «Корпускулярная диагностика высокотемпературной плазмы», опубликованных в 1970—1979 годах[1]
- Премия Правительства Российской Федерации в области образования 2013 года (12 ноября 2013) — за цикл работ "Научные и прикладные разработки в области высокоэкологичных систем электрофизического аппаратостроения, мощной импульсной энергетики и управляемого термоядерного синтеза для подготовки специалистов в области энергетики"